# KUMACHI
KUMACHI（クマチ）は、日本のオルタナティヴ・ロックバンド。

## メンバー
- Vo. 熊谷尚武　くまがい ひさたけ　1976年5月23日 O型
  - 鳥取県米子市出身。解散後、ソロ活動。

- Gt. 篠崎祐希　しのざき ゆうき　1978年5月4日 B型
  - 高知県四万十市出身。

- Ba. 柿田正嗣　かきた まさつぐ　1978年1月26日 A型
  - 岡山県美作市出身。鳥取県米子市育ち。

- Dr. 高田政良　たかだ まさよし　1977年5月15日 A型
  - 大阪府交野市出身。解散後、DUCCI名義で様々なバンドでサポート。

## 経歴
バンド名はVo.熊谷のニックネームから。鳥取県米子市出身バンドとして紹介されているが、Vo.熊谷以外のメンバーの出生地は他県である。1993年より、Vo.熊谷はKUMACHIと名乗り、路上ライブ活動。Ba.柿田･Gt.篠崎･Dr.高田の3人は、メタルバンド「ヘッドレス･チルドレン」で活動していた。
1997年3月12日、Vo.熊谷が主催するイベントでバンド結成。この時、Dr.高田は横浜在住、Gt.篠崎も4月から横浜に進学が決定しており、遠距離バンドとして活動。
1998年1月、FM山陰の年越しイベントに出演。5月には米子市で、初のワンマンライブを行い、6月･9月、山陰放送で特集される。9月にVo.熊谷とBa.柿田が上京し、メンバー全員が上京した事になる。
1999年、（株）ブロス所属。渋谷を中心にライブ活動を行う。2000年、インディーズ・デビュー。
2002年、エイベックス契約。2003年、メジャー・デビュー。アルバムジャケットや「優」のMVはリリー・フランキーが描いていた。
2005年12月25日、Shibuya O-Crestにて解散。

## ディスコグラフィ

### シングル
- LIFE OF A MOMENT (2000年10月28日) インディーズレーベル HiBOOMから発売
  1. LIFE OF A MOMENT
  2. FLY
  3. 永遠の花
- Master Key (2001年10月3日) インディーズレーベル HIBOOMから発売
  1. Master Key
  2. Myself
  3. 僕の部屋においで（ロンドンブーツ1号2号 2nd Maxi Single「声」のC/W提供曲のセルフカバー）
  4. LIFE OF A MOMENT
- さよなら (2003年8月6日) avexから発売
  1. さよなら
  2. 真夏の夜
- Good Bye! High School Days(2004年1月28日) avexから発売
  1. Good Bye! High School Days
  2. キミノアシタ

### アルバム
- clover (2001年2月21日) インディーズレーベル HIBOOMから発売
  1. sleepers
  2. NICE FACE
  3. 海
  4. Revolution
  5. NO WAY OUT
  6. 風の中で聴く音
  7. LIFE OF A MOMENT
- クマチ (2003年2月19日) avexから発売
  1. 優
  2. 声が届くまで
  3. 風に吹かれて
  4. call out
  5. keep contact
- クマチ2 (2003年5月28日) avexから発売
  1. if
  2. 桜
  3. Road
  4. ゼロの誘惑
  5. かけがえのないもの
  6. if ～reprise～
- Re:HEART (2004年2月25日) avexから発売
  1. Good Bye!High School Days ～Album Version～
  2. オルゴール
  3. 無口な男の子
  4. レジスタンス～灰色の時代～
  5. UP THE HANDS!
  6. Sentiment
  7. I'll be here
  8. 愛しい君
  9. バイバイ
  10. さよなら
  11. Raining
  12. オルゴール ～リアルオルゴールversion～
  13. 優
  14. if

## タイアップ曲
- FLY - SC鳥取オフィシャルテーマ
- Raining - クラレ「クラリーノ」CMソング
- if - 「ZATT」CMソング
- 風に吹かれて - ブルボン「プチシリーズ」CMソング
- 桜 - 日本テレビ系「ニュースプラス1」コーナー「スポーツプラス1」テーマ
- キミノアシタ - 「赤い羽根共同募金」CMソング
- Master Key - トヨタ自動車「GAZOO.COM」CMソング・本人出演
- Raod・真夏の夜 - テレビ東京系「ホームタウンの奇跡」EDテーマ
- keep contact - テレビ東京系「ふぉうちゅんドッグす」EDテーマ・クラレ「クラリーノ」CMソング
- Good Bye! High School Days - 日本テレビ系「『AX MUSIC-TV』MUSIC BANK」テーマ
- さよなら - テレビ東京系「高橋留美子劇場」EDテーマ

## TV出演
- saku saku（tvk）